# Andrzej Chodkowski (polityk)
Andrzej Chodkowski (ur. 15 kwietnia 1966 w Makowie Mazowieckim) – polski urzędnik państwowy, przedsiębiorca, w 2003 podsekretarz stanu w Ministerstwie Rolnictwa i Rozwoju Wsi, od 2016 główny inspektor Państwowej Inspekcji Ochrony Roślin i Nasiennictwa.

## Życiorys
Absolwent Wydziału Rolnictwa Szkoły Głównej Gospodarstwa Wiejskiego, Krajowej Szkoły Administracji Publicznej i programu „Management 2009”, organizowanego przez ICAN Institute i Harvard Business Review. Pracę zawodową rozpoczął w Najwyższej Izbie Kontroli i Inspekcji Ochrony Roślin, gdzie od 1998 do 2 sierpnia 2000 był głównym inspektorem. Tego samego dnia został Głównym Inspektorem Skupu i Przetwórstwa Artykułów Rolnych. Od 2001 roku pełnił także obowiązki dyrektora Centralnego Inspektoratu Standaryzacji, którym był do końca 2002. Współautor ustawy konsolidującej służby inspekcyjne, zajmujące się kontrolą żywności. W 2003 został radcą generalnym w Głównym Inspektoracie Jakości Handlowej Artykułów Rolno-Spożywczych, powstałym z połączenia dwóch ostatnich instytucji.
17 marca 2003 powołany na stanowisko podsekretarza stanu w Ministerstwie Rolnictwa i Rozwoju Wsi. Odwołany z funkcji 29 sierpnia tego samego roku. Później  powrócił do pracy w Inspekcji Jakości Handlowej Artykułów Rolno-Spożywczych, następnie objął w wyniku konkursu funkcję dyrektora generalnego Ministerstwa Rolnictwa i Rozwoju Wsi oraz doradcy prezesa Europejskiego Funduszu Rozwoju Wsi Polskiej. W 2006 pełnił funkcję sekretarza Rady ds. Bezpieczeństwa Żywności, powołanej przez Prezesa Rady Ministrów. W 2007 przeszedł do pracy w sektorze prywatnym, będąc prezesem zarządu spółek w sektorze deweloperskim oraz finansowym. Zdobył tytuł Pracodawcy roku w budownictwie. Jako przedsiębiorca był m.in. współproducentem filmu „Bogowie”.
12 lutego 2016 mianowany Głównym Inspektorem Ochrony Roślin i Nasiennictwa.
Członek Rady Naukowej Instytutu Ochrony Roślin oraz Instytutu Włókien Naturalnych i Roślin Zielarskich.

## Życie prywatne
Syn senatora Jana Chodkowskiego. Jest żonaty, ma dwoje dzieci.